# Cupa UEFA Intertoto 2004
Cupa UEFA Intertoto 2004 a fost câștigată de Lille, Schalke 04 și Villarreal. 
Toate cele trei echipe au acces ulterior în Cupa UEFA 2004-2005.

## Prima rundă
| Echipa #1               | Total  | Echipa #2             | Tur | Retur |
| ----------------------- | ------ | --------------------- | --- | ----- |
| NK Publikum             | 2–2(a) | FK Sloboda Tuzla      | 2–1 | 0–1   |
| Vllaznia                | 4–2    | Hapoel Beersheba      | 1–2 | 3–0   |
| Ethnikos Achna FC       | 2–10   | FK Vardar             | 1–5 | 1–5   |
| Hibernians F.C.         | 2–4    | NK Slaven Belupo      | 2–1 | 0–3   |
| UE Sant Julià           | 0–11   | Sartid Smederevo      | 0–8 | 0–3   |
| PFC Marek Dupnitsa      | 2–0    | FC Dila Gori          | 0–0 | 2–0   |
| FC Spartak Moscow       | 2–1    | FK Atlantas           | 2–0 | 0–1   |
| MFC Sopron              | 2–3    | FK Teplice            | 1–0 | 1–3   |
| FC Thun                 | 2–0    | Gloria Bistrița       | 2–0 | 0–0   |
| MyPa                    | 3–4    | FC Tescoma Zlín       | 1–1 | 2–3   |
| SC Schwarz-Weiß Bregenz | 1–5    | Khazar Universiteti   | 0–3 | 1–2   |
| FC Spartak Trnava       | (a)4–4 | Debreceni VSC         | 3–0 | 1–4   |
| Odra Wodzisław          | 1–2    | Dinamo Minsk          | 1–0 | 0–2   |
| KS Teuta                | 0–4    | FK ZTS Dubnica        | 0–0 | 0–4   |
| K.A.A. Gent             | 3–1    | Fylkir                | 2–1 | 1–0   |
| Cork City F.C.          | 4–1    | Malmö FF              | 3–1 | 1–0   |
| FK Vėtra                | 4–0    | Trans Narva           | 3–0 | 1–0   |
| Odense BK               | 7–0    | Ballymena United F.C. | 0–0 | 7–0   |
| CS Grevenmacher         | 1–1(a) | Tampere United        | 1–1 | 0–0   |
| Aberystwyth Town F.C.   | 0–4    | Dinaburg FC           | 0–0 | 0–4   |
| Esbjerg fB              | 7–1    | NSÍ Runavík           | 3–1 | 4–0   |

## Runda a doua
| Echipa #1         | Total  | Echipa #2            | Tur | Retur    |
| ----------------- | ------ | -------------------- | --- | -------- |
| K.V.C. Westerlo   | 0–3    | FC Tescoma Zlín      | 0–0 | 0–3      |
| Hibernian F.C.    | 1–2    | FK Vėtra             | 1–1 | 0–1      |
| K.R.C. Genk       | 5–1    | PFC Marek Dupnitsa   | 2–1 | 3–0      |
| Odense BK         | 0–5    | Villarreal CF        | 0–3 | 0–2      |
| FK Teplice        | 1–4    | FC Shinnik Yaroslavl | 1–2 | 0–2      |
| FK ZTS Dubnica    | 1–7    | FC Slovan Liberec    | 1–2 | 0–5      |
| VfL Wolfsburg     | 3–7    | FC Thun              | 2–3 | 1–4      |
| OFK Beograd       | 5–1    | Dinaburg FC          | 3–1 | 2–0      |
| NEC Nijmegen      | 0–1    | Cork City F.C.       | 0–0 | 0–1      |
| Esbjerg fB        | 2–1    | OGC Nice             | 1–0 | 1–1      |
| FC Spartak Moscow | 5–1    | NK Kamen Ingrad      | 4–1 | 1–0      |
| Tampere United    | 3–1    | Khazar Universiteti  | 3–0 | 0–1      |
| Dinamo Minsk      | 4–3    | Sartid Smederevo     | 1–2 | 3–1(aet) |
| FC Spartak Trnava | 3–1    | FK Sloboda Tuzla     | 2–1 | 1–0      |
| FK Vardar         | (p)1–1 | K.A.A. Gent          | 1–0 | 0–1      |
| NK Slaven Belupo  | 2–1    | Vllaznia             | 2–0 | 0–1      |

## Runda a treia
| Echipa #1            | Total  | Echipa #2         | Tur | Retur    |
| -------------------- | ------ | ----------------- | --- | -------- |
| FC Tescoma Zlín      | 4–4(a) | Atlético Madrid   | 2–4 | 2–0      |
| FC Nantes Atlantique | 4–2    | Cork City F.C.    | 3–1 | 1–1      |
| K.R.C. Genk          | (a)2–2 | Borussia Dortmund | 0–1 | 2–1      |
| FC Thun              | 3–5    | Hamburger SV      | 2–2 | 1–3      |
| FC Shinnik Yaroslavl | 2–6    | UD Leiria         | 1–4 | 1–2      |
| FC Schalke 04        | 7–1    | FK Vardar         | 5–0 | 2–1      |
| FC Slovan Liberec    | 2–1    | Roda JC           | 1–0 | 1–1(aet) |
| Lille OSC            | 4–3    | Dinamo Minsk      | 2–1 | 2–2      |
| NK Slaven Belupo     | (a)2–2 | FC Spartak Trnava | 0–0 | 2–2      |
| Tampere United       | 0–1    | OFK Beograd       | 0–0 | 0–1      |
| Villarreal CF        | 3–2    | FC Spartak Moscow | 1–0 | 2–2      |
| FK Vėtra             | 1–5    | Esbjerg fB        | 1–1 | 0–4      |

## Semifinale
| Echipa #1         | Total  | Echipa #2            | Tur | Retur |
| ----------------- | ------ | -------------------- | --- | ----- |
| Esbjerg fB        | 1–6    | FC Schalke 04        | 1–3 | 0–3^  |
| OFK Beograd       | 1–5    | Atlético Madrid      | 1–3 | 0–2   |
| K.R.C. Genk       | 0–2    | UD Leiria            | 0–0 | 0–2   |
| Villarreal CF     | 2–0    | Hamburger SV         | 1–0 | 1–0   |
| Lille OSC         | 4–1    | NK Slaven Belupo     | 3–0 | 1–1   |
| FC Slovan Liberec | (a)2–2 | FC Nantes Atlantique | 1–0 | 1–2   |

^played on August 3

## Finale
| Echipa #1     | Total  | Echipa #2         | Tur | Retur    |
| ------------- | ------ | ----------------- | --- | -------- |
| Lille OSC     | 2–0    | UD Leiria         | 0–0 | 2–0(aet) |
| FC Schalke 04 | 3–1    | FC Slovan Liberec | 2–1 | 1–0      |
| Villarreal CF | (p)2–2 | Atlético Madrid   | 2–0 | 0–2      |

## Vezi și
- Liga Campionilor 2004-2005
- Cupa UEFA 2004-2005